# Pétrone Maxime
Vous lisez un « bon article » labellisé en 2018.
Pétrone Maxime (en latin : Flavius Anicius Petronius Maximus Augustus) (vers 396-31 mai 455) est un empereur romain d'Occident qui n'a exercé cette fonction que pendant deux mois et demi, du 17 mars 455 au 31 mai 455. Riche sénateur et aristocrate influent ayant eu une carrière particulièrement fructueuse dans l'administration impériale, il aurait joué un rôle central dans les complots visant le généralissime Aetius et l'empereur romain d'Occident Valentinien III.
Maxime s'empare du trône impérial le lendemain de la mort de Valentinien en s'assurant du soutien du Sénat et en soudoyant les officiels du palais. Il renforce sa légitimité en forçant la veuve de Valentinien, Licinia Eudoxia, à l'épouser et annule les fiançailles de la fille de Valentinien, Eudocia, au fils du roi vandale Genséric, Hunéric, la forçant à épouser son fils Palladius. Excédés, les Vandales font voile vers Rome depuis Carthage et pillent la ville. Maxime tente de fuir avant leur débarquement mais, reconnu parmi la foule, il est lynché et son corps jeté dans le Tibre.

## Contexte

### L'Empire d'Occident au début duVesiècle
Depuis la fin du règne de Théodose Ier en 395, l'Empire romain est divisé en deux par ses fils : l'Orient revient à Arcadius et l'Occident à Honorius. Sous son règne, la pression des peuples germaniques, qualifiés de barbares, se fait particulièrement prégnante, poussée vers l'Occident par les Huns. En 405, les Wisigoths pénètrent en Italie et sont finalement installés en Aquitaine seconde à la fin des années 410. En 407, les Vandales, Alains et Suèves franchissent le Rhin et pillent la Gaule, avant de passer en Hispanie en 409,. Vers 410, c'est au tour des Alamans et des Burgondes de se rapprocher du limes du Rhin. La désorganisation que ces groupes barbares entraînent en Gaule fragilise le pouvoir impérial et favorise les intrigues politiques, les bagaudes et les usurpations, comme celles de Constantin III ou de Jovin,.

### La prééminence d'Aetius
Ainsi, au début du règne de Valentinien III, neveu d'Honorius et dernier représentant de la dynastie théodosienne en 425, une grande partie de l'Hispanie et de la Gaule se retrouve sous contrôle de peuples germaniques. La situation se stabilise cependant à la fin des années 430 grâce à l'action du généralissime romain Aetius. Une fois sa domination sur l'Empire assurée en 435, grâce à une habile combinaison d'assassinats, de batailles victorieuses et une certaine chance, Aetius arrive à rétablir la domination impériale sur plusieurs provinces, principalement en Gaule où il trouve ses soutiens politiques ; il parvient ainsi à repousser les envahisseurs du Rhin et du Danube en 428-431, mène campagne contre les Wisigoths et force les Burgondes à s'installer comme fédérés.

Carte de l'Empire Romain d'Occident (en bleu) et des royaumes barbares en 450.

Il ne parvient pas, en revanche, à empêcher le passage des Vandales et des Alains en Afrique en 429. Un traité de paix en 435 les installe comme fédérés dans les provinces de Maurétanie sétifienne et de Numidie. Ils prennent ensuite Carthage en 439, puis attaquent la Sicile où ils sont repoussés par la force conjointe des Empires d'Occident et d'Orient. Cette force n'est cependant pas en mesure de continuer vers l'Afrique : la pression des Huns sur le Danube requiert la présence des troupes sur le limes. L'Empire est contraint de signer un traité de paix en 442 qui cède aux Vandales l'Afrique proconsulaire, la Byzacène, la Tripolitaine et l'est de la Numidie, en échange des territoires précédemment occupés,. Pour sceller la paix, le fils du roi vandale Genséric, Hunéric, est retenu en otage en Italie avant d'être fiancé à la fille de l'empereur, Eudocia,. L'autre fille de l'empereur, Placidia, est quant à elle plus tard promise à Gaudentius, le fils d'Aetius. En l'absence d'héritier mâle de Valentinien, cette union fait de Gaudentius l'héritier présomptif du titre impérial en Occident,,.
Vers 450, la situation est relativement stable : Valentinien III contrôle l'Italie, la Dalmatie, le sud-est et le nord de la Gaule, l'est de l'Hispanie et quelques parties d'Afrique. Cependant, les pertes territoriales des décennies précédentes (Bretagne, certaines parties de la Gaule et de l'Hispanie, et surtout les riches provinces d'Afrique) entraînent une drastique réduction des revenus fiscaux et de la capacité militaire de l'Empire d'Occident, fragilisant son pouvoir,.

## Biographie

### Origine et famille
Pétrone Maxime est né vers 396. Bien que de filiation incertaine mais très probablement d'origine noble, il est généralement associé à la puissante famille sénatoriale des Anicii,,. Certaines sources antiques en font le petit-fils de l'usurpateur Maxime par sa mère mais ce lien familial est contesté,.
Il se serait peut-être marié à une certaine Eparchia Avita (morte vers 454/455), fille du consul Agricola, et sœur d'Eparchius Avitus avec qui il aurait eu plusieurs enfants. Le seul attesté est un fils, Palladius. Il serait également l'un des ancêtres de Flavius Anicius Maximus, sénateur et patrice de la première moitié du VIe siècle,.

### Carrière administrative
Maxime mène une brillante carrière dans l'administration,. Il occupe d'abord la fonction de préteur autour de 411. Vers 415, il est tribun et notaire, une fonction lui permettant d'entrer dans la bureaucratie impériale et d’accéder à la charge de comte des largesses sacrées entre 416 et 419, sous le règne d'Honorius,. De janvier ou février 420 jusqu'à août ou septembre 421, puis une nouvelle fois quelque temps entre 421 et 439, il est préfet de Rome, c'est-à-dire à la tête de l'administration municipale de la ville,. Entre 421 et 439, puis à nouveau de 439 à 441, il est nommé préfet du prétoire d'Italie,, l'une des plus importantes fonctions administratives et judiciaires, hors charge impériale, dans l'Empire romain d'Occident. Il est nommé consul, la plus haute distinction de l’État romain en 433 puis à nouveau en 443,. Il est finalement nommé patrice en 445, un titre honorifique important réservé à un petit nombre de personnes choisies par l'empereur.
Deux fois consul et patrice, il serait le sénateur le plus important de son temps, rivalisant même avec le puissant Aetius, généralissime et maître de la milice de l'Empire romain d'Occident. Il participe à la vie de la cour et serait un intime de la famille impériale, ayant peut-être été précepteur du jeune Valentinien III. Entre 443 et 445, Maxime construit un forum à Rome, sur le Cælius entre la via Labicana et la basilique Saint-Clément-du-Latran.

### Complots et accession au pouvoir

#### Meurtre d'Aetius
En 454, Maxime est impliqué dans un complot visant le généralissime Aetius. Il s'allie à l'eunuque Héraclius, primicier de la chambre sacrée, qui s'est longtemps opposé au général et cherche à exercer un plus grand pouvoir sur l'empereur. Ensemble, ils arrivent à convaincre l'empereur qu'Aetius complotait contre lui. Valentinien tue de ses mains Aetius, avec l'aide d'Héraclius,, le 21 ou 22 septembre 454.
Valentinien donne alors l'ordre à Majorien, ancien soldat proche d'Aetius, de s'assurer de la fidélité de la garde personnelle de ce dernier (alors plus nombreuse que l'armée régulière en Italie),. Des ambassades sont également envoyées auprès des Wisigoths, Suèves et Vandales pour confirmer les alliances contractées avec Aetius. De son côté, Maxime demande à l'empereur un consulat et le titre de patrice, c'est-à-dire le poste d'Aetius, mais Valentinien refuse, sans doute conseillé par Héraclius,.

#### Meurtre deValentinienIII
Face au refus de Valentinien, Maxime se rapproche d'Optila et de Thraustila, deux anciens bucellarii huns ou goths d'Aetius, depuis entrés au service de Valentinien. Il arrive à les convaincre d'éliminer l'empereur en jouant sur leur fidélité à Aetius,. Le 16 mars 455, Valentinien se rend sur un terrain d'exercice militaire accompagné d'Heraclius et d'une escorte réduite, dont font partie Thraustila et Optila, pour pratiquer le tir à l'arc. À peine est-il descendu de son cheval qu'Optila et ses hommes frappent l'empereur pendant que Thraustila tue Héraclius. Les deux hommes s'emparent alors du diadème, des vêtements et du cheval de l'empereur et les apportent à Maxime,.

#### Prise du pouvoir
Les morts violentes et soudaines d'Aetius puis de Valentinien III en l'espace de quelques mois ouvrent une crise importante dans un Empire d'Occident au trône impérial vacant. Deux principales factions vont s'opposer : d'un côté, Maxime, soutenu par le Sénat, l'administration impériale et une partie des troupes d'Aetius, de l'autre Majorien, le comte des domestiques, soutenu par l'impératrice Licinia Eudoxia et l'armée,. Maxime s'assure finalement le trône grâce à ses largesses et est proclamé Auguste le 17 mars 455, au lendemain de l'assassinat de Valentinien III.

#### Implication dans les complots et motivations
Aucune preuve formelle n'atteste de l'implication de Maxime dans les deux complots ayant conduit aux meurtres d'Aetius et de Valentinien III. L'historiographie retient généralement son implication sur base d'une volonté de vengeance, ou d'une grande ambition contrariée à la suite de la mort d'Aetius,,.
Concernant le meurtre d'Aetius, l'opposition entre Aetius et Maxime a été questionnée, compte tenu de la position plutôt favorable de la gens Anicii envers Aetius et de la brillante carrière administrative de Maxime (consulat, préfet du prétoire) alors qu'Aetius se trouvait à l'apogée de son influence. Le meurtre d'Aetius aurait pu donc être l'aboutissement des seules volontés de Valentinien et d'Héraclius : avec la fin de la pression exercée par les Huns à la mort d'Attila en 453, le pouvoir qu'Aetius a acquis sur l'Empire d'Occident devient trop important pour un empereur qui a vécu une grande partie de sa vie (il n'a que 33 ans en 454) sous son contrôle.
Le meurtre de Valentinien, quant à lui, aurait pu n'être qu'une vengeance des hommes les plus fidèles d'Aetius quelques mois après la mort du généralissime. Maxime aurait alors accédé à la pourpre grâce au soutien du Sénat qui aurait vu en lui l'un de ses membres les plus honorables mais relativement faible.

### Règne

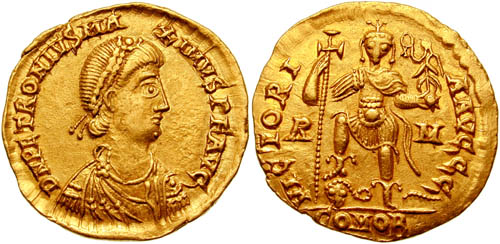
Solidus de Pétrone Maxime (455). L'obvers (à gauche) montre un buste de l'empereur coiffé d'un diadème. Le revers (à droite) montre Maxime de face, tenant une longue croix et une Victoire sur un globe, le pied droit appuyé sur un serpent à tête humaine.

Une fois empereur, Maxime cherche à renforcer son pouvoir. Afin de s'allier l'aristocratie gallo-romaine, il nomme l'un des siens, Avitus, maître de la milice et l'envoie chercher du soutien à la cour du roi wisigoth fédéré Théodoric II,,.
En parallèle, pour renforcer sa légitimité, il cherche à se lier à la dynastie théodosienne, en contraignant l'impératrice Licinia Eudoxia, la veuve de Valentinien, à l'épouser,. Il unit également son fils Palladius, qu'il nomme César, à l'une des filles de Valentinien, Eudocia. Ce deuxième mariage constitue sans doute la principale erreur de Maxime : Eudocia est promise depuis 442 à Hunéric, le fils du roi vandale Genséric,. Si depuis 442 Genséric a respecté les termes du traité de paix, la mort de ses partisans Aetius et Valentinien, puis l'affront de la rupture des fiançailles qui devaient lier sa dynastie à la famille impériale, le libèrent de ses engagements,. En quelques mois, les Vandales lancent une opération de représailles contre Rome.

### Mort
Dès que la nouvelle de la venue de la flotte vandale leur parvient, nobles et habitants fuient la ville. Les Vandales atteignent l'embouchure du Tibre à la fin du mois de mai 455. Alors que les hommes de Genséric débarquent sans difficulté et encerclent Ostie, la panique s'empare de Rome. Sans autorité ni soutien populaire, Maxime n'est pas en mesure de préparer les défenses de la ville et autorise toute personne qui en fait la demande à fuir. Maxime quitte lui aussi la ville à cheval le 31 mai 455 mais il est reconnu. Frappé d'une pierre au front, il chute de son cheval avant d'être lynché par la foule. Certains récits alternatifs font mourir Maxime des mains d'un de ses gardes du corps ou au cours d'une sédition militaire par un soldat nommé Urso. Son corps est dépecé, porté sur des piques à travers la ville puis jeté dans le Tibre,. Son fils Palladius est sans doute lui aussi exécuté,.

## Conséquences

### Sac de Rome

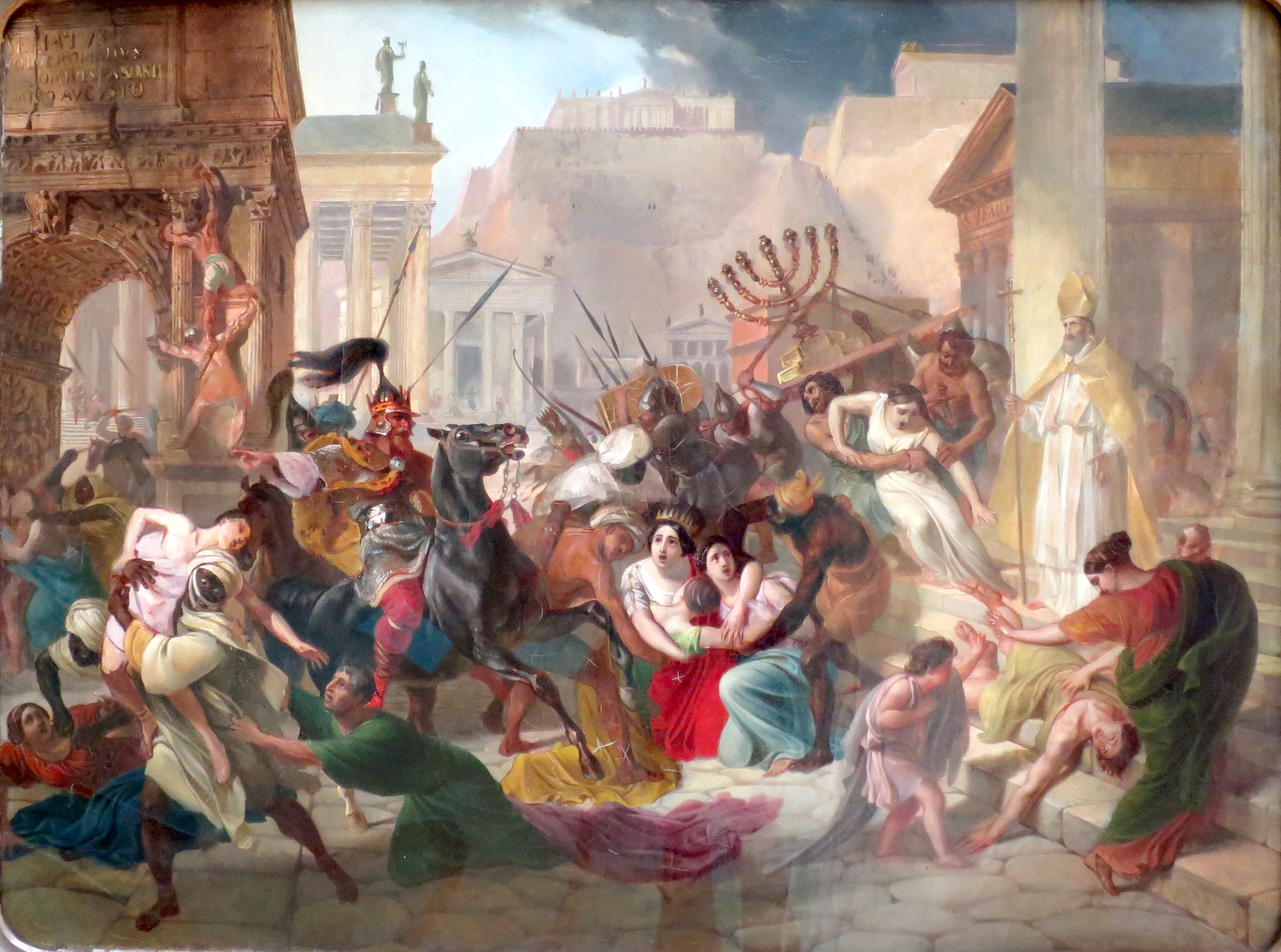
Genséric met à sac Rome, par Karl Brioullov (toile réalisée entre 1833 et 1836).

Le 2 juin 455, trois jours après la mort de Maxime, Genséric prend la ville de Rome. Le pape Léon Ier, unique dépositaire de l'autorité en l'absence d'empereur ou du Sénat, négocie la reddition de la ville. En échange de la promesse de s'abstenir de massacrer la population ou d'incendier la ville, les Vandales ne rencontrent aucune opposition. Rome est alors minutieusement pillée pendant deux semaines. Les navires vandales repartent chargés du trésor impérial et d'œuvres d'art mais aussi d'otages provenant des riches familles sénatoriales ainsi qu'une importante quantité de captifs destinés à devenir esclaves. Genséric oblige également l'impératrice Licinia Eudoxia et ses filles Placidia et Eudocia à le suivre à Carthage.

### Affaiblissement de l'Empire romain d'Occident
Au retrait des Vandales, l'empire d'Occident est dans un état préoccupant : le trône impérial est vacant, sans prétendant légitime, et les caisses du trésor public sont vides. La puissance des familles sénatoriales, déjà fortement affectée par la perte de l'Afrique proconsulaire dont les domaines constituaient d'importantes sources de revenus, subit de plein fouet le pillage systématique des richesses à Rome. Avec la fin de la dynastie théodosienne, qui s'achève avec Valentinien III, la légitimité des empereurs, continue depuis Constantin, disparaît,. Les vingt ans qui suivent finiront par détruire ce qui reste de l'Empire romain d'Occident à coups d'intrigues de palais, de coups d’État et d'usurpations,. L'effacement de la puissance impériale et sénatoriale va profiter à d'autres personnages, généralement sortis des rangs des corps barbares de l'armée, tels que Ricimer, qui vont prendre un ascendant important sur l'Empire.
Par ailleurs, la mort d'Aetius brise l'équilibre qu'il avait réussi à instaurer entre l'Empire et les divers peuples barbares, officiellement fédérés, permettant le maintien de l'Empire d'Occident,. Les Vandales profitent particulièrement du vide politique sur le trône impérial en annexant les Maurétanies césarienne et sitifienne, alors que les Suèves reprennent la Carthaginoise et que les Francs rhénans et les Alamans progressent en Rhénanie.